# Buncom
Buncom az Amerikai Egyesült Államok északnyugati részén, Oregon állam Jackson megyéjében, Medfordtól 32 kilométerre délnyugatra elhelyezkedő kísértetváros, egykori bányásztelep.

## Története
A térség első lakói kínai bányászok voltak, akik 1851-ben a Sterling-patakban aranyat találtak; emellett cinabaritot, kromitot és ezüstöt is bányásztak. Később megnyílt a település boltja, majd 1861-ben J. T. Williams szalont alapított. A bányászkörzetet 1867-ben, a postát 1896-ban alapították. 1918-ra az aranybányák kiapadtak, ekkor a posta is bezárt. Az épületek többsége később leégett.
Mindössze a posta, a konyha és a munkásszállás maradt fenn. Az 1991-ben alapított történelmi társaság felújította a tetőket, valamint helyreállították a konyha ereszét és a posta tornácát.

## Éghajlat
A település éghajlata mediterrán (a Köppen-skála szerint Csb).

## Fordítás
- Ez a szócikk részben vagy egészben  a   Buncom, Oregon című angol Wikipédia-szócikk ezen változatának fordításán alapul.  Az eredeti cikk szerkesztőit annak laptörténete sorolja fel. Ez a jelzés csupán a megfogalmazás eredetét és a szerzői jogokat jelzi, nem szolgál a cikkben szereplő információk forrásmegjelöléseként.